# Arrête Papa, tu me fais honte !
Arrête Papa, tu me fais honte ! (Dad Stop Embarrassing Me!) est une série télévisée américaine, créée par Jim Patterson et Jamie Foxx et diffusée dès le 14 avril 2021 sur Netflix,.

## Synopsis
Après le décès de sa mère, Sasha Dixon, 15 ans, doit aller vivre chez son père Brian à Atlanta. Ce dernier, patron de l'entreprise de cosmétiques B.A.Y., est alors catapulté en pleine paternité et n'en a pas du tout l'habitude. De plus, Brian et Sasha ont peu de points communs et sont toujours en désaccord. Brian n'est pas non plus très aidé par son père Pops, porté sur la fumette, ni par sa sœur Chelsea et le compagnon de cette dernière, Johnny.

## Distribution
Sauf indication contraire, les informations mentionnées dans cette section peuvent être confirmées par les bases de données cinématographiques IMDb et Allociné,  présentes dans la section « Liens externes ».

### Personnages principaux
- Jamie Foxx (VF : Jean-Baptiste Anoumon) : Brian Dixon / le révérend Sweet Tee / Cadillac Calvin / Rusty
- Kyla Drew (VF : Justine Berger) : Sasha Dixon
- David Alan Grier (VF : Thierry Desroses) : Pops Dixon
- Porscha Coleman (VF : Armelle Gallaud) : Chelsea Dixon
- Jonathan Kite (VF : Loïc Houdré) : Johnny Williams

### Personnages récurrents
- Heather Hemmens (VF : Vanessa Van-Geneugden) : Stacy Collins
- Valente Rodriguez (en) (VF : Jérémy Prévost) : Manny

### Invités
- Luenell : Sheila (1 épisode)
- Eugene Byrd : Matt Ross (1 épisode)
- Jackée Harry : Elizabeth Dixon (1 épisode)
- Keith Jefferson (VF : Frantz Confiac) : Quickie Jenkins (1 épisode)

## Production
En septembre 2020, Netflix commande la série Dad Stop Embarrassing Me!, créée par Bentley Kyle Evans (en). Il produit également la série avec Jamie Foxx, sa fille Corinne Foxx et Alex Avant. Ken Whittingham est annoncé comme réalisateur. Les sociétés de production sont LBI Entertainment et Zero Gravity Management.
La série s'inspire en partie de la relation entre Jamie Foxx et ses filles, notamment Corinne Foxx.
Le tournage a lieu à Los Angeles.

## Commentaire
- Les personnages principaux brisent régulièrement le quatrième mur et s'adressent directement à la caméra.
- Comme dans certains films d'Eddie Murphy, Jamie Foxx incarne ici plusieurs personnages.